# اتحادیه‌های صنفی در آلمان
اتحادیه‌های صنفی در آلمان (به آلمانی:Gewerkschaften in Deutschland) تاریخی به قدمت انقلاب‌های کارگری سال ۱۸۴۸ دارند و همچنان نقش مهمی در اقتصاد و جامعه آلمان بازی می‌کنند.
مهمترین مجمع اتحادیه کارگری آلمان در حال حاضر دویچه گورکشافت‌بوند (به آلمانی: Deutscher Gewerkschaftsbund) است که بیش از ۶ میلیون عضو دارد. بزرگترین اتحادیه تک رسته‌ای نیز اتحادیه آهن‌کاران است که ۲ میلیون و ۲۷۰ هزار عضو دارد و شامل کارگران شاغل در صنعت فولاد، ذوب آهن، خودروسازی، ماشین‌سازی، چوب و الکترونیک می‌شود.